# 藤川山林

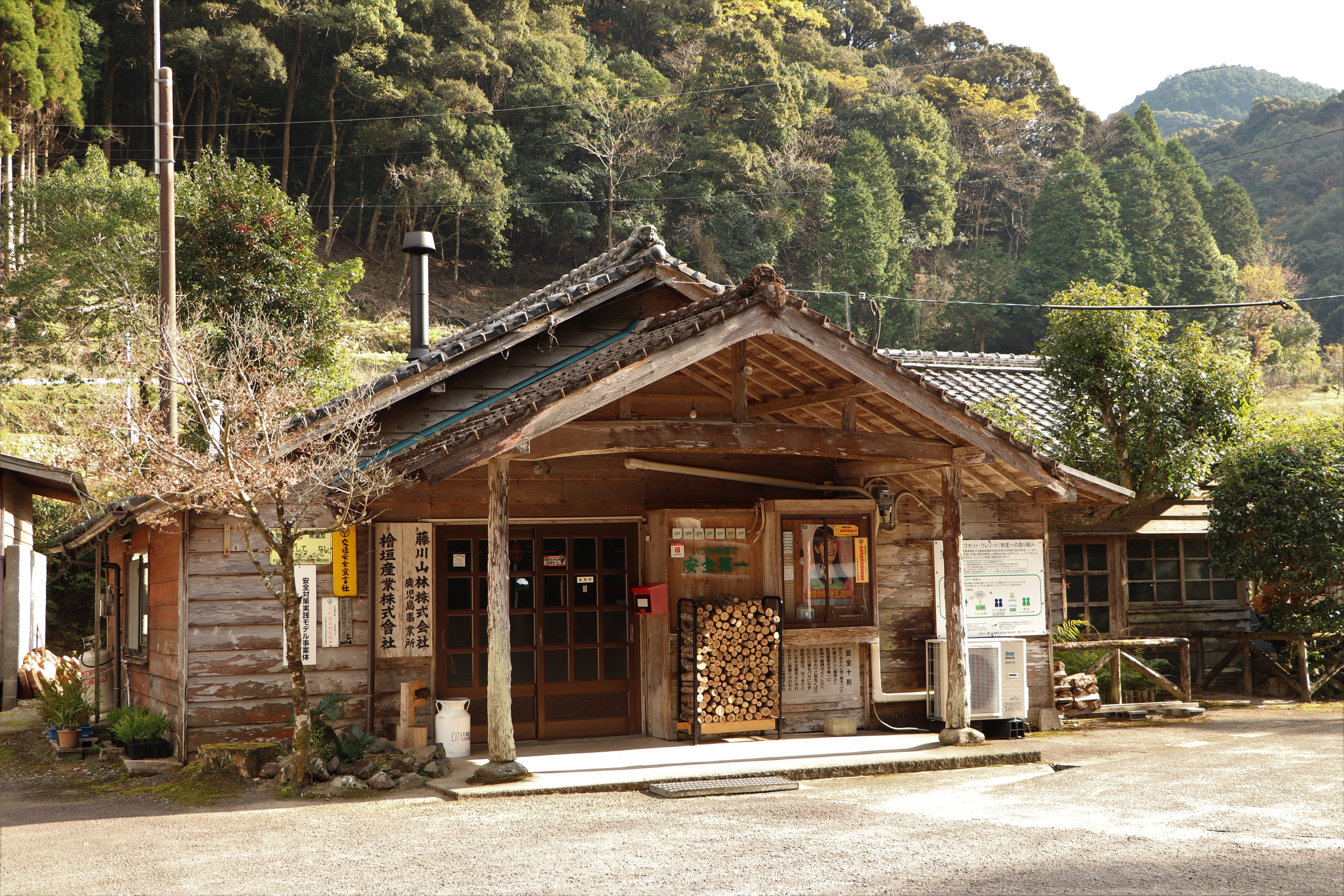
鹿児島事業所（薩摩川内市東郷町藤川）

藤川山林株式会社（ふじかわさんりん）は、愛媛県今治市小浦町一丁目に本社を置く企業。

## 概要
鹿児島県薩摩川内市東郷町藤川に所在する、今治造船グループの檜垣産業の社有林約700ヘクタールの管理を行う目的で設立された。山林の管理の他、椎茸や薪の生産・販売などを行っている。
檜垣産業の社有林は、1990年（平成2年）までは日産農林工業（現：兼松サステック）が所有していた。
1955年（昭和30年）頃から1965年（昭和40年）末までにスギやヒノキの植林事業を積極的に行い、2009年（平成21年）現在、林地総面積における人工林率は86.87％となっている。

## 事業所
- 本社 - 愛媛県今治市小浦町1丁目4番52号
- 鹿児島事業所 - 鹿児島県薩摩川内市東郷町藤川2696番地